# Leopold Arends

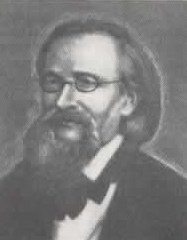
Leopold Arends

Leopold Alexander Friedrich Arends, född 4 december 1817 och död 22 december 1882, var en rysk-tysk uppfinnare - uppfinnare av stenografisystemet Arends' system.

## Biografi
Arends studerade i Dorpat naturvetenskap, språk och filosofi och var senare bosatt i Tyskland. Efter fleråriga försök framlade Arends 1860 i Leitfaden einer rationellen Kurzschrift sitt stenografiska system, som är byggt på den så kallade stavelseprincipen, det vill säga vokaltecknen läggs in i konsonantstaplarnade, som alla slutar i raka streck. Det vann anslutning i lika länder, inte minst i Sverige, där Erik Bergsten i flera arbeten drev propaganda för den omarbetade "folkskriften".
Arends utgav även ett par dramer och en språklig-arkeologisk avhandling.